# Protomyctophum luciferum
Protomyctophum luciferum és una espècie de peix de la família dels mictòfids i de l'ordre dels mictofiformes.

## Morfologia
- Els mascles poden assolir 6,1 cm de longitud total.[4][5]

## Alimentació
Sembla que es nodreix de Champsocephalus gunnari.

## Hàbitat
És un peix marí i d'aigües profundes que viu fins als 2.000 m de fondària.

## Distribució geogràfica
Es troba a tots els oceans entre 34°S i 48°S (a l'oceà Antàrtic entre 49°-50°S, 70°-71°E).